# تحليل بيانات

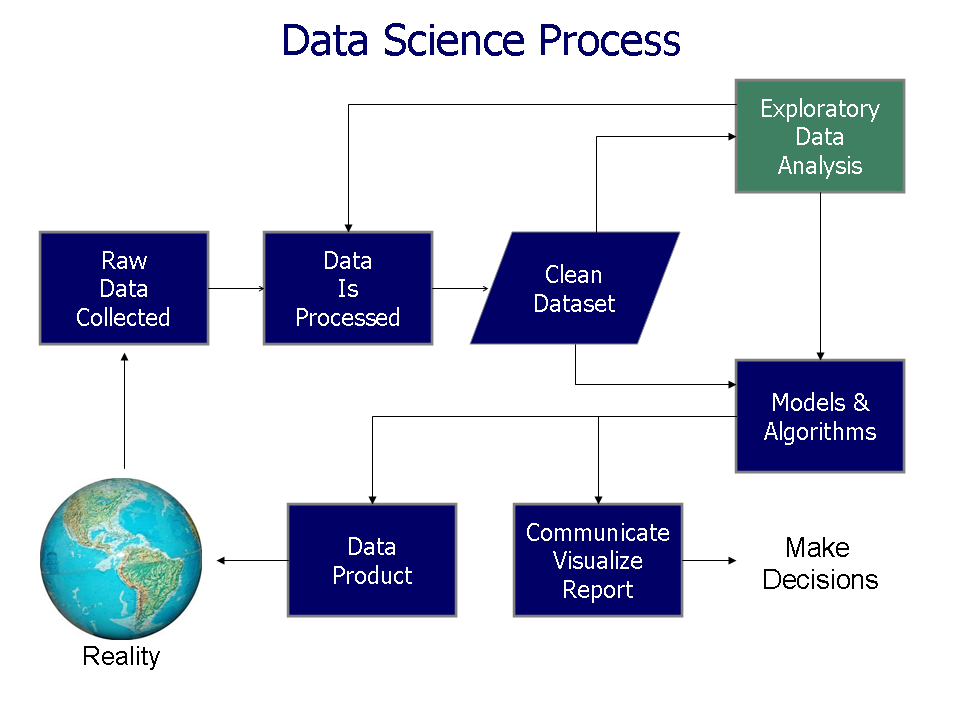

بيانات: مفرد بيان- بيانات / مجموعة بيانات
1 - معلومات تفصيليّة حول شخص أو شيءٍ ما يمكن من خلالها الاستدلال عليه.
2 - (الحاسبات والمعلومات) رموز عدديّة وغيرها من المعلومات الممثَّلة بشكل ملائم لمعالجتها بالحاسوب.

تحليل البيانات أو المعطيات (بالإنجليزية: Data analysis)‏: هو عملية الفحص والتدقيق للبيانات، وتمشيطها لتكون أكثر دقة، واعادة تشكيلها، وتخزينها أيضا لنحصل ونستنبط في النهاية على معلومات يمكن على اساسها اتخاذ وتحديد القرارات. ولتحليل البيانات طرق عديدة تختلف باختلاف المجال المستخدمة فيه. حيث يمكننا استخدام تحليل البيانات في العلوم والعلوم الاجتماعية والمالية أيضا.

## أصناف تحليل البيانات
أحد التصنيفات لتحليل البيانات يصنفه إلى:
- تحليل وصفي: يُراد منه وصف ملخص للبيانات ولا يتطلب إيجاد تفسيرات لها، مثل ما يقدمه تحليل البيانات لإحصاء سكاني لبلد معين، حيث لا يقدم التحليل أكثر من خلاصة لما يشمله إستبيان الإحصاء من جنس، وعمر، وعنوان وغيرها.
- تحليل إستكشافي: تحليل البيانات الاستكشافي يحاول إيجاد علاقات، اكتشافات، ارتباطات، ميول من القياسات لعدة متغيرات بغرض إيجاد أفكار وفرضيات معينة. مثال على التحليل الاستكشافي هو ما قام به مجموعة من الهواة الذين حللوا بيانات فضائية كثيرة جمعها مقراب كبلر فوجدوا نظاماً شمسياً من أربعة كواكب من خلال تحليل خصائص الضوء.
- تحليل إستنتاجي: أحد أكثر تحليلات البيانات شيوعاً في البحوث العلمية، ويذهب إلى ما وراء التحليل الاستكشافي ليرى إن كانت الأنماط المكتشفة صالحة لكي تكون وراء مجاميع البيانات المتوفرة. مثال عليه كشف العلاقة بين التلوث البيئي ومتوسط العمر على مستوى الولايات في الولايات المتحدة. يقوم هذا التحليل بتقييس واحتساب العلاقات المختلفة بين القياسات المتوفرة.
- تحليل تنبؤي: بينما يقوم النوع السابق بتقييس العلاقات واحتساب قيمها، يقوم التحليل التنبؤي بتوقع قياسات معينة من قياسات موجودة. مثلاً ما تقوم به مؤسسات الإحصاء في تنبؤ نتيجة الانتخابات من خلال تحليل سلوك التنبؤ الذي تتم ملاحظته في الإستبيانات.
- تحليل سببي: يقوم هذا التحليل باحتساب مقاييس معينة في حال تغير مقاييس أخرى، مثلاً احتساب تأثير ممارسة طبية معينة على تقليل الإصابة بمرض معين.
- تحليل ميكانيكي: يقوم التحليل السببي السابق بإيجاد علاقة لها نسبة معينة من الحدوث وعلى أثر بيانات قد تكون ضخمة جداً، مثلاً على مدى عقود تقول البيانات أن التدخين يؤدي إلى الإصابة بالسرطان، لكن الأمر ليس مؤكداً فقد لا تموت بالسرطان رغم تدخينك. ما يقوم به التحليل الميكانيكي هو إيجاد علاقة مؤكدة وحتمين بين قياسين.

## الأهداف
يهدف تحليل البيانات إلى إعداد ما يسمى بنموذج بيانات النظام. وتعتبر هذه العملية من الأنشطة الرئيسية لمرحلة التحليل وتتم نمذجة البيانات غالبا باستخدام النماذج البيانية، أي المخططات والرسوم التي تشبه إلى حد ما مخططات تدفق البيانات.

## خطوات نمذجة البيانات
كما هو الحال عند نمذجة العمليات وإعداد مخططات تدفق البيانات فإن نمذجة البيانات تتم عادة في ثلاث خطوات الخطوة الأولى في تحليل البيانات تتم في مرحلة تحليل النظام، بينما تتم الخطوتان، الثانية والثالثة في مرحلة التصميم.

### مراحلها
تحديد متطلبات البيانات
هي الخطوة الاولى في تحليل البيانات ويقصد بها التعريف والتحديد بنوعية وكمية وغيرها من الأشياء المهمة المطلوب توافراها في البيانات المراد تحليلها.مثال: البيانات المطلوبة هل هي أرقام، نصوص أم صور، هل ستكون البيانات محسوبة لشخص واحد أم لكل الأشخاص في هذا المكان.... إلخ من المتطلبات.
تجميع البيانات
يتم فيها تجميع البيانات من مصادر مختلفة بحيث تحقق المتطلبات في الخطوة الاولى. ومن الممكن ان يقوم بجمعها أشخاص، أو الحصول عليها من خلال التقنيات الحديثة مثل الأاقمار الصناعية، إشارات المرور، الإنترنت... إلخ.
تنظيم البيانات
بعد مرحلة تجميع البيانات تبدأ عملية توزيع البيانات في شكل جداول لها صفوف واعمدة كما في ملفات Excel
فحص البيانات
من الضروري فحص البيانات حتى لا تكون المعلومات الناتجة بها أخطاء وغير صحيحة. ويتم ذلك من خلال مراجعة البيانات وإزالة أو تصحيح المغلوطة. البيانات المغلوطة قد تكون أرقام غير صحيحة، بيانات مكررة، بيانات مرتبات ولكن يوجد بها حروف أبجدية. ومن الممكن التخلص من البيانات المغلوطة بازالة المكرر واعادة حساب الأرقام وفي عملية تدخيل البيانات نتأكد ان البيانات المدخلة لها نفس النوع لنفس العمود.

#### إعداد النموذج المفاهيمي للبيانات
تسمى هذه الخطوة أيضا نمذجة بيانات النظام. ويتم خلالها بناء النموذج الذي يعكس الموضوعات (الأشياء) الرئيسية للبيانات، وعلاقاتها مع بعضها البعض.ويسمى التحليل في هذا المستوى بتحليل المضمون أو المعنى.

#### تحليل العلاقات
ويتم فيه تحسين النموذج المفاهيمي بإعادة تصميم الكينونات بطريقة تقلل التكرارات وتحول الكينونات إلى علاقات مبسطة يمكن التعامل معها بمرونة وسهولة.وتسمى هذه العملية أيضا تسوية أو تطبيع البيانات وبناء النموذج العلاقي للبيانات.

#### تصميم قاعدة البيانات
وتهتم بتحويل النموذج العلاقاني إلى توصيف قاعدة بيانات النظام.

### هدفها
تهدف نمذجة البيانات إلى توصيف الخصائص الجوهرية لبيانات النظام كما تستخدم لتوصيل الإحصائيات الكاملة لراعي النظام.

### طرقها وأساليبها
طرق وأساليب متنوعة لإعداد نماذج البيانات منها:
1. مخططات هيكل البيانات.